# Juan Liébana
Juan Ignacio Liébana (Buenos Aires, 6 de junio de 1977), también conocido como Juani Liébana, es un eclesiástico católico argentino. Es el obispo de Chascomús, desde enero de 2024. 

## Biografía
Juan Ignacio nació el 6 de junio de 1977, en la ciudad argentina de Buenos Aires.
Ingresó al Seminario Metropolitano de Buenos Aires, donde realizó los estudios eclesiásticos, obteniendo el bachillerato en Teología.

### Sacerdocio
Su ordenación sacerdotal fue el 27 de noviembre de 2004, incardinándose en la arquidiócesis de Buenos Aires.
Como sacerdote desempeñó los siguientes ministerios:
- Vicario parroquial de San Ramón Nonato, en Buenos Aires (2005-2009).

En marzo de 2009, fue enviado a la diócesis de Añatuya (Santiago del Estero); siendo así sacerdote Fidei Donum.
- Párroco del Santo Cristo, en Santos Lugares (2009-2013).
- Director espiritual del Seminario Mayor de Santiago del Estero; en la diócesis de Santiago del Estero (2013-2016).
- Párroco de Ntra. Sra. del Carmen, en Campo Gallo (2016-2024).[4]
- Rector del Santuario de la Virgen de Huachana (2016-2024).
- Miembro del Colegio de Consultores de Añatuya.[2]
- Director diocesano de la Pastoral Misionera.
- Referente diocesano para la Pastoral vocacional y la Pastoral de santuarios[3] (2021-2024).

### Episcopado
El 9 de enero de 2024, el papa Francisco lo nombró obispo de Chascomús. Fue consagrado el 2 de marzo del mismo año, en el gimnasio del colegio Inmaculado Corazón de María, en Soler; a manos del obispo Vicente Bokalic CM.

## Libros
- Liébana, J. (2011).  Editorial Claretiana, ed. Bautizados por el monte: experiencias de un sacerdote misionero. Buenos Aires. ISBN 9789505127580.
- Liébana, J. (2014).  Editorial Claretiana, ed. Corazón adentro: hacia la espesura del monte. Buenos Aires. ISBN 9789505128426.